# Leiobunum mesopunctatum
Leiobunum mesopunctatum is een hooiwagen uit de familie Sclerosomatidae.